# ماهایکا-بربیک
ماهایکا-بربیک (به لاتین: Mahaica-Berbice) یک منطقه در کشور گویان است که در شمال شرقی آن واقع شده‌است، مرکز این منطقه شهر فورت ولینگتون است.

## خصوصیات
ماهایکا-بربیک ۴٬۱۹۰ کیلومترمربع مساحت و ۴۹٬۷۲۳ نفر جمعیت دارد.